# London SS
A London SS 1975-ben alakult angol punkegyüttes. Egy év működés után feloszlottak, 2012-től újra játszanak. 

## Tagok
- Eunan Brady
- Jimi McDonald
- Taj, Michael Kane
- Richard Grealish

## Történet
Az 1975-ben alakult együttes egy év múlva feloszlott, ám 2012-ben újból összeálltak, a zenekar azóta aktív. Karrierjük alatt mindössze egy demófelvételt jelentettek meg. Zenei szempontból hatvanas évekbeli rock and rollt és rhythm and blues feldolgozásokat játszottak. A nevük felháborodást keltett egyes emberekben, ugyanis úgy gondolták, hogy az "SS"-t azért rakták a nevükhöz, mert támogatják a náci ideológiát, viszont a tagok cáfolták ezt az állítást.
A „1-2 Crush on You” című dalukat később a Clash is rögzítette az egyik albumukon.